# Bisdom Pankshin
Het bisdom Pankshin (Latijn: Dioecesis Pankshinensis) is een rooms-katholiek bisdom met als zetel de stad Pankshin in Nigeria. Het bisdom is suffragaan aan het aartsbisdom Jos.

## Geschiedenis
Het bisdom werd opgericht op 18 maart 2014, uit het aartsbisdom Jos en het bisdom Shendam.

## Parochies
In 2019 telde het bisdom 31 parochies. Het bisdom had in 2019 een oppervlakte van 8.486 km2 en telde 1.162.140 inwoners waarvan 18,1% rooms-katholiek was.

## Bisschoppen
- Michael Gobal Gokum (18 maart 2014 - heden)

Jos (aartsbisdom) · Bauchi · Jalingo · Maiduguri · Pankshin · Shendam · Wukari · Yola